# Джон Гопкінсон
Джон Гопкінсон, FRS, (27 липня 1849 — 27 серпня 1898) — британський фізик, інженер-електрик, член Королівського товариства та двічі президент IEE (нині IET) у 1890 та 1896 роках. Він винайшов трипровідну (трифазну) систему розподілу електроенергії, на яку він отримав патент у 1882. Він також працював у багатьох галузях електромагнетизму та електростатики, а в 1890 році обійняв посаду професора електротехніки в Королівському коледжі Лондона, де він також був директором лабораторії Сіменса.
Закон Гопкінсона, магнітний аналог закону Ома, названий на його честь.

## Інтернет-ресурси
- Твори та інформація про Джон Гопкінсон у Інтернет-архіві
- John Hopkinson
- John Hopkinson Biography